# Unione Progresso e Democrazia
Unione, Progresso e Democrazia (in spagnolo: Unión, Progreso y Democracia; abbr. UPyD o UPD) è stato un partito politico spagnolo, creato nel 2007.
L'UPyD nasce dalla fuoriuscita di alcuni esponenti politici dal Partito Socialista Operaio Spagnolo (PSOE), guidati dalla deputata di Madrid Rosa Díez.
Mikel Buesa in una presentazione del partito nel 2007 e Rosa Díez in un'intervista giornalistica nel 2007 hanno spiegato il significato dei tre concetti che compongono il nome del partito: Unione per la sua "difesa incondizionata dell'unità della Spagna come garante dell'uguaglianza degli spagnoli di fronte alla legge". Progresso perché sostengono di essere "un partito progressista di radici socioliberali e rispettoso della libertà individuale". E Democrazia a causa del suo "impegno alla rigenerazione radicale della democrazia". UPyD è stato descritto dai giornali britannici Financial Times e The Economist come un partito di centro.

## Storia
Alle elezioni generali del 2008 l'UPyD ottenne l'1,19% dei voti ed un solo seggio. Alle elezioni generali anticipate del 2011, che videro la vittoria dei conservatori del PP, l'UPyD salì al 4,70% ed a 5 seggi (4 eletti nella Comunità di Madrid e uno a Valencia). 
L'UPyD ha costituito un proprio gruppo parlamentare, composto da 5 deputati, pur non avendo ottenuto il 5% dei voti a livello nazionale, come richiesto dall'art. 23.1 reg. Congreso de los Diputados. Ciò è stato possibile grazie all'adesione al gruppo di Enrique Álvarez-Sostres, deputato del Foro Asturias (FAC), che ha aggiunto lo 0,41% dei voti del suo partito al 4,70% ottenuto dall'UPyD. Successivamente Sostres è passato al gruppo misto, cosicché il gruppo dell'UPyD è formato dai cinque deputati del partito.
Alle europee del 2014 UPyD col 6,5% ha eletto tre eurodeputati.
Tuttavia alle elezioni generali del dicembre 2015 il partito con lo 0,61% non ha ottenuto seggi alle Cortes.

## Ideologia
L'UPyD si caratterizza per il proprio sostegno al centralismo, ovvero la contrarietà al "nazionalismo" dei partiti autonomisti, in particolare catalani e baschi, e per un approccio socioliberale ai temi etici ed economici.
L'UPyD, come l'IU, PP e PSOE, si caratterizza per essere una formazione politica di rilievo nazionale, di stampo centrista. Le altre formazioni politiche minori (CiU, BNG, PNV, etc...) sono tutte espressioni di singoli stati (Catalogna, Paesi Baschi, Galizia, etc...). Ciò ha spinto l'UPyD a chiedere con forza la riforma del sistema elettorale, che pur se proporzionale, a causa delle circoscrizioni elettorale disegnate sulle province spagnole favorisce i partiti maggiori (PP e PSOE) ed i partiti di rilievo localistico, soprattutto nei collegi elettorali più piccoli.

## Loghi

Fino al 2015
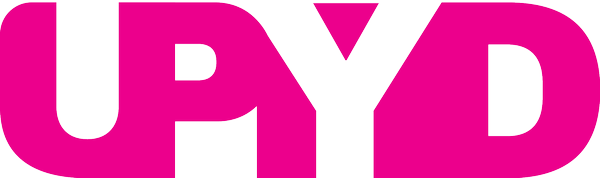
2015-2017
Dal 2018

## Risultati elettorali
| Elezione      | Voti      | %    | Seggi   |
| ------------- | --------- | ---- | ------- |
| Generali 2008 | 306 079   | 1,19 | 1 / 350 |
| Europee 2009  | 451 866   | 2,85 | 1 / 350 |
| Generali 2011 | 1 143 225 | 4,70 | 5 / 350 |
| Europee 2014  | 1 022 232 | 6,51 | 4 / 54  |
| Generali 2015 | 155 153   | 0,62 | 0 / 350 |
| Generali 2016 | 50 247    | 0,21 | 0 / 350 |